# فورتزا میلان
فورتزا میلان (به ایتالیایی: Forza Milan)، نام مجله‌ای ورزشی بود که از ۱۹۶۳ تا ۲۰۱۸، به‌صورت ماهانه پیرامون باشگاه آ.ث. میلان منتشر می‌شد. مطالب این مجله دربارهٔ بازیکنان تیم اصلی و جوانان میلان و همچنین کارمندان این تیم ایتالیایی بود.